# Krystal Steal
Krystal Steal (Irvine, California; 29 de noviembre de 1982) es una actriz pornográfica estadounidense.

## Biografía
A los 17 años y antes de comenzar su carrera como actriz porno, Krystal Steal era estríper, trabajo que consiguió con un documento de identidad falso. Una amiga que conoció mientras trabajaba como estríper se dedicaba al porno y un día decidió invitarle al rodaje de una película. Aunque Krystal nunca antes había pensado en trabajar como actriz porno, le gustó y decidió rodar su primera escena a los 18 años para la película Screaming Orgasms (Orgasmos gritadores) 4 del estudio Digital Sin (Pecado Digital). Desde entonces ha rodado un gran número de escenas y ha aparecido en varias revistas pornográficas como Hustler.
Krystal firmó un contrato exclusivo con la productora norteamericana Pleasure Productions (Producciones de Placer) y más tarde, cuando este terminó, firmó un contrato exclusivo con la compañía de la actriz porno Jenna Jameson, ClubJenna, en 2003, convirtiéndose así en la primera actriz porno que firmó un contrato exclusivo con dicha productora y, además, convirtiéndose en la actriz porno favorita de Jenna Jameson[cita requerida], quien quería que Krystal fuese su sucesora. Sin embargo y a pesar de la maravillosa relación que unía a Krystal con la productura, especialmente con Jenna, tras dos años se cansó de las limitaciones que su contrato exclusivo le suponía y del escaso número de estrenos que eran lanzados al mercado por la compañía[cita requerida]. Deseosa de prosperar aún más en su carrera porno, a finales de 2005, tan pronto como su contrato finalizó, decidió que no quería renovarlo.
Algunas de sus películas más famosas son Krystal Method, (en la que actúa con Jenna Jameson) y notablemente las películas dirigidas por Jules Jordan en las que aparece, que sin duda le catapultaron hacia la fama. Su bonito trasero es famoso entre los fanes del porno y es considerado por muchos como uno de los mejores traseros en la industria[cita requerida]. Sin embargo, Krystal Steal detesta practicar el sexo anal, tanto en sus películas como en su vida privada y ha descartado completamente la posibilidad de rodar dichas escenas[cita requerida]. También es conocida por su parecido físico a la cantante Christina Aguilera.
Krystal mantuvo una relación sentimetal con la también actriz porno Sky López. Es una enorme fan de Marilyn Manson, le encantan los gatos y las serpientes. Sus grupos musicales favoritos son Marilyn Manson y Korn, y además protagonizó uno de los vídeos del grupo Atreyu. Su nombre de actriz porno, Krystal Steal, tiene un significado especial oculto. Krystal, por el cristal, que representa lo frágil y delicado; y Steal, por el acero (steel en inglés, se pronuncia igual que steal), que representa lo fuerte y duro. Con esta unión de extremos en su nombre Krystal quiere representar la dualidad entre el bien y el mal de este mundo.